# Cúp Nhà vua Thái Lan 2023
Cúp Nhà vua Thái Lan 2023 (tiếng Anh: 2023 Annual King's Cup Football Tournament, 2023 King's Cup, tiếng Thái: ฟุตบอลชิงถ้วยพระราชทานคิงส์คัพ 2023) hay còn gọi là King's Cup 2023, là giải đấu giao hữu Cúp Nhà vua Thái Lan lần thứ 49 được tổ chức bởi Hiệp hội bóng đá Thái Lan (FAT). Giải đấu được tổ chức ở tỉnh Chiang Mai, Thái Lan, diễn ra từ ngày 7 đến ngày 10 tháng 9 năm 2023. Hai trận bán kết diễn ra vào ngày 7 tháng 9, hai đội giành chiến thắng hai trận bán kết tham dự trận chung kết vào ngày 10 tháng 9. Hai đội còn lại bước vào trận tranh hạng ba vào cùng ngày diễn ra trận chung kết.
Thái Lan là chủ nhà của giải đấu. 3 đội tuyển ngoài đội tuyển của nước chủ nhà tham gia giải đấu lần này là: Ấn Độ, Iraq và Liban.
Nhà đương kim vô địch là Tajikistan không tham dự.
Iraq đã có lần đầu tiên vô địch giải đấu khi đánh bại Thái Lan trong loạt sút luân lưu với tỷ số 5–4 sau khi hòa 2–2 trong hai hiệp thi đấu chính thức.

## Các đội tham dự
Dưới đây là danh sách các đội tham gia giải đấu.
| Đội tuyển          | Hiệp hội | Liên đoàn khu vực | Liên đoàn châu lục | Xếp hạng FIFA1 | Thành tích tốt nhất                  |
| ------------------ | -------- | ----------------- | ------------------ | -------------- | ------------------------------------ |
| Thái Lan (chủ nhà) | FAT      | SAFF              | AFC                | 113            | Vô địch (15 lần; lần gần nhất: 2017) |
| Ấn Độ              | AIFF     | SAFF              | AFC                | 99             | Hạng ba (1977, 2019)                 |
| Iraq               | IFA      | WAFF              | AFC                | 70             | Á quân (2007)                        |
| Liban              | LFA      | WAFF              | AFC                | 100            | Hạng ba (2009)                       |

- 1 Dựa trên bảng xếp hạng FIFA ngày 20 tháng 7 năm 2023.[4]

## Địa điểm
Tất cả các trận đấu sẽ diễn ra ở sân vận động kỷ niệm 700 năm, tỉnh Chiang Mai, Thái Lan.
| Chiang Mai                                    | Chiang Mai |
| --------------------------------------------- | ---------- |
| Sân vận động kỷ niệm 700 năm                  | Chiang Mai |
| 18°47′43″B 98°59′55″Đ / 18,79528°B 98,99861°Đ | Chiang Mai |
| Sức chứa: 17.909                              | Chiang Mai |
|                                               | Chiang Mai |

## Sơ đồ
|  | Bán kết                 | Bán kết |                         |       | Chung kết | Chung kết |
|  |                         |         |                         |       |           |           |
|  | 7 tháng 9 – Chiang Mai  |         |                         |       |           |           |
|  |                         |         |                         |       |           |           |
|  | Thái Lan                | 2       |                         |       |           |           |
|  | Thái Lan                | 2       | 10 tháng 9 – Chiang Mai |       |           |           |
|  | Liban                   | 1       |                         |       |           |           |
|  | Liban                   | 1       | Thái Lan                | 2 (4) |           |           |
|  | 7 tháng 9 – Chiang Mai  |         | Thái Lan                | 2 (4) |           |           |
|  |                         | Iraq    | 2 (5)                   |       |           |           |
|  | Iraq (p)                | Iraq    | 2 (5)                   | 2 (5) |           |           |
|  | Iraq (p)                |         |                         | 2 (5) |           |           |
|  | Ấn Độ                   | 2 (4)   |                         |       |           |           |
|  | Ấn Độ                   | 2 (4)   | Tranh hạng ba           |       |           |           |
|  |                         |         |                         |       |           |           |
|  | 10 tháng 9 – Chiang Mai |         |                         |       |           |           |
|  |                         |         |                         |       |           |           |
|  | Liban                   | 1       |                         |       |           |           |
|  | Liban                   | 1       |                         |       |           |           |
|  | Ấn Độ                   | 0       |                         |       |           |           |

## Các trận đấu
- Tất cả các thời gian theo giờ địa phương, ICT (UTC+7).
- Loạt sút luân lưu được sử dụng để quyết định đội thắng nếu hoà sau 90 phút.
- Tối đa 5 sự thay đổi cầu thủ.

### Bán kết
| Iraq                                          | 2–2      | Ấn Độ                                              |
| --------------------------------------------- | -------- | -------------------------------------------------- |
| - Al-Hamadi 28' (ph.đ.) - Hussein 80' (ph.đ.) | Chi tiết | - M. Singh 17' - Hassan 51' (l.n.)                 |
| Loạt sút luân lưu                             |          |                                                    |
| - Doski - Adnan - Ali - Al-Hamawi - Resan     | 5–4      | - Fernandes - Jhingan - S. Singh - A. Ali - R. Ali |

| Thái Lan                          | 2–1      | Liban       |
| --------------------------------- | -------- | ----------- |
| - Ayoub 45+3' (l.n.) - Dangda 86' | Chi tiết | - Jradi 57' |

### Tranh hạng ba
| Liban        | 1–0      | Ấn Độ |
| ------------ | -------- | ----- |
| - Kassem 77' | Chi tiết |       |

### Chung kết
| Thái Lan                                                  | 2–2      | Iraq                                         |
| --------------------------------------------------------- | -------- | -------------------------------------------- |
| - Mickelson 37' - Bordin 82'                              | Chi tiết | - Hussein 6' - Attwan 65'                    |
| Loạt sút luân lưu                                         |          |                                              |
| - Kritsada - Thitiphan - Pokklaw - Pathompol - Theerathon | 4–5      | - Abdulla - Doski - Farhan - Bayesh - Attwan |

## Thống kê

### Vô địch
| Cúp Nhà vua Thái Lan 2023 |
| ------------------------- |
| Iraq Lần thứ nhất         |

### Cầu thủ ghi bàn
Đã có 12 bàn thắng ghi được trong 4 trận đấu, trung bình 3 bàn thắng mỗi trận đấu.
2 bàn thắng
- Aymen Hussein

1 bàn thắng
- Naorem Mahesh Singh
- Ali Al-Hamadi
- Amjad Attwan
- Jihad Ayoub
- Kassem El Zein
- Teerasil Dangda
- Nicholas Mickelson
- Bordin Phala

1 bàn phản lưới nhà
- Jalal Hassan (trong trận gặp Ấn Độ)
- Bassel Jradi (trong trận gặp Thái Lan)